# René Lagrou
Pour les articles homonymes, voir Lagrou.
René Lagrou, né le 15 avril 1904 à Blankenberge et mort à Barcelone, le 1er avril 1969, était un avocat belge, un homme politique nationaliste flamand, et l'un des membres fondateurs et le premier dirigeant de l'Algemeene-SS Vlaanderen durant la Seconde Guerre mondiale.

## Éléments biographiques
René Lagrou nait à Blankenberge en Flandre-Occidentale, le 15 avril 1904. Après avoir été tenté de rentrer dans les ordres chez les Dominicains, il opte finalement pour le droit et poursuit ses études à Leuven puis à Gand. Il s'installe ensuite comme avocat à Anvers. Il devient membre du Kristene Vlaamsche Volkspartij (KVV) qui se radicalise sous son impulsion et devient un parti d'extrême droite nationaliste flamand. En 1932, il prend position contre le Frontpartij d'Herman Vos et rallie le KVV au Vlaams Nationaal Verbond (VNV) de Ward Hermans en 1933. À partir de cette date, il signe des articles antisémite et national-socialiste dans le magazine Roeland du KVV. Il se rend régulièrement en Allemagne et entretient des rapports cordiaux avec les Nazis. Il avait également des contacts avec le Verdinaso de Joris Van Severen. Bien qu'il ne fut pas impliqué dans la création du VNV par Staf De Clercq, il sera second, derrière Ward Hermans, en 1936 sur les listes du Vlaamsch Nationaal Blok.

### Seconde Guerre mondiale
Le 10 mai 1940, René Lagrou, figurant sur les listes de la Sûreté de l'État en tant qu'activiste susceptible de collaborer avec l'ennemi, est déporté en France. Il est de retour à Anvers le 10 juillet 1940. Il reste encore un temps au barreau d'Anvers où il est vice-président de la Vlaamse Conferentie. Il crée une association pour les déportés de mai 1940. Il est secrétaire de la commission Borms et développe les activités du Volksbeweging du VNV. Bientôt, il s'impliquera dans la collaboration active et militaire.
En septembre 1940, il est le premier Leider de l'Algemeene-SS Vlaanderen qu'il met sur pied avec Ward Hermans et Herman van Puymbroeck. Il lancera immédiatement une campagne de recrutement pour la Waffen-SS et se compromettra dans des actions à l'encontre de la communauté juive à Anvers. En février 1941, il intègre directement la Waffen-SS comme kriegsberichter (correspondant de guerre). Dans la division SS Langemarck, il détient le grade de Sturmbannführer.
En septembre 1944, il s'enfuit en Allemagne et rejoint le Vlaamsche Landsleiding, sorte de gouvernement flamand en exil, de Jef van de Wiele. Il avait en charge les affaires intérieures. À la fin de la guerre, il dut s'occuper de l'exfiltration de Cyriel Verschaeve.

### Après la guerre
René Lagrou fut arrêté en mai 1945 et interné dans un camp de prisonniers français. Il parvint à s'échapper en Espagne mais, repris, il fera deux ans de captivité dans le camp de Miranda.
En mai 1946, il était l'un des trois noms de la liste noire transmise par le gouvernement belge à l'Espagne (avec Léon Degrelle et Pierre Daye) pour en obtenir l'extradition. Il sera finalement condamné à mort par contumace par le tribunal de guerre d'Anvers.
Craignant son extradition, délaissant sa femme et ses enfants restés en Belgique, il part s'établir en Argentine avec sa compagne en juillet 1947. Il y était actif dans les cercles d'expatriés pour les inciviques flamands et devint l'un des dirigeants des Réseaux d'exfiltration nazis avec le soutien de Juan Perón pour soustraire les criminels nazis à leur jugement en Europe.
En 1969, il revient en Espagne. Il y meurt d'un cancer la même année, le 1er avril 1969.

## Publications
- René Lagrou, Wij, verdachten, Éditions Steenlandt, 1942, 215 p.
- René Lagrou, Wilhelmine van Delden, Verdächtigt, Verhaftet, Verschleppt: Bericht einer Flamen, Berlin, Verlag Grenze und Ausland, 1943, 147 p.